# Этельфледа Дамергемская
Этельфледа Дамергемская (др.-англ. Æthelflæd) — вторая жена (в 944—946 годах) короля Англии Эдмунда I.

## Биография
Этельфледа была дочерью олдермена Эльфгара, вероятно олдермена Эссекса; имя её матери не известно. У неё был как минимум один брат и одна сестра, Эльфледа (ум. ок. 1002). Эльфледа была замужем за Биртнотом, который, вероятно, стал олдерменом Эссекса после смерти её отца. Биртнот был убит в битве при Молдоне в 991 году. Этельфледа и Эльфледа были наследницами Эльфгара, который умер между 946 и 951 годами, что указано в его завещании S1483 Архивная копия от 30 апреля 2018 на Wayback Machine.
Этельфледа вышла замуж за Эдмунда в 944 году после смерти его первой жены Эльфгифу, матери будущих королей Эдвига и Эдгара. Насколько известно, у них не было детей. Эдмунд был убит в 946 году, и Этельфледа осталась богатой вдовой. В записях собора Или, которому она, её сестра и шурин жертвовали деньги, сказано, что она вышла замуж за олдермена Этельстана. Было несколько олдерменов с этим именем во время правления брата и преемника Эдмунда, Эдреда. Скорее всего, Этельфледа вышла замуж за Этельстана Роту, хотя она могла выйти замуж и за Этельстана Полукороля.
Завещание Этельфледы сохранилось S1494 Архивная копия от 30 апреля 2018 на Wayback Machine — её смерть датируется между 962 годом (более вероятно 975 годом) и 991 годом. Согласно завещанию её средства отошли собору Или, Гластонберийскому аббатству, Кентерберийскому собору, аббатству Бери-Сент-Эдмундс и семейному монастырю в Эссексе.